# Отбор на века на България по водна топка
Отборът на века по водна топка на България се състои от следните състезатели и треньори.
- Вратари
  - Делчо Вълков
  - Бисер Наумов
  - Янко Чакалов
- Играчи
  - Петър Камбуров
  - Андрей Константинов
  - Васил Нанов
  - Георги Гаджев
  - Иван Иконописов
  - Иван Миладинов
  - Иван Славков
  - Йордан Гайдаров
  - Матей Попов
  - Никола Ексеров
  - Пламен Бранков
  - Симеон Бонев
  - Наско Дойчев
  - Данаил Данов Формулата
  - Тома Томов
- Треньори
  - Иван Динев
  - Людмил Сотиров
  - Никола Нанов
  - Стефан Георгиев (Чефо)